# Thane
Thane (marathi: ठाणे) – miasto w Indiach, w stanie Maharashtra, stolica dystryktu Thane. W 2001 miasto to zamieszkiwało 1 261 517 osób.
W mieście rozwinął się przemysł chemiczny, energetyczny oraz bawełniany.